# العشاء الأخير

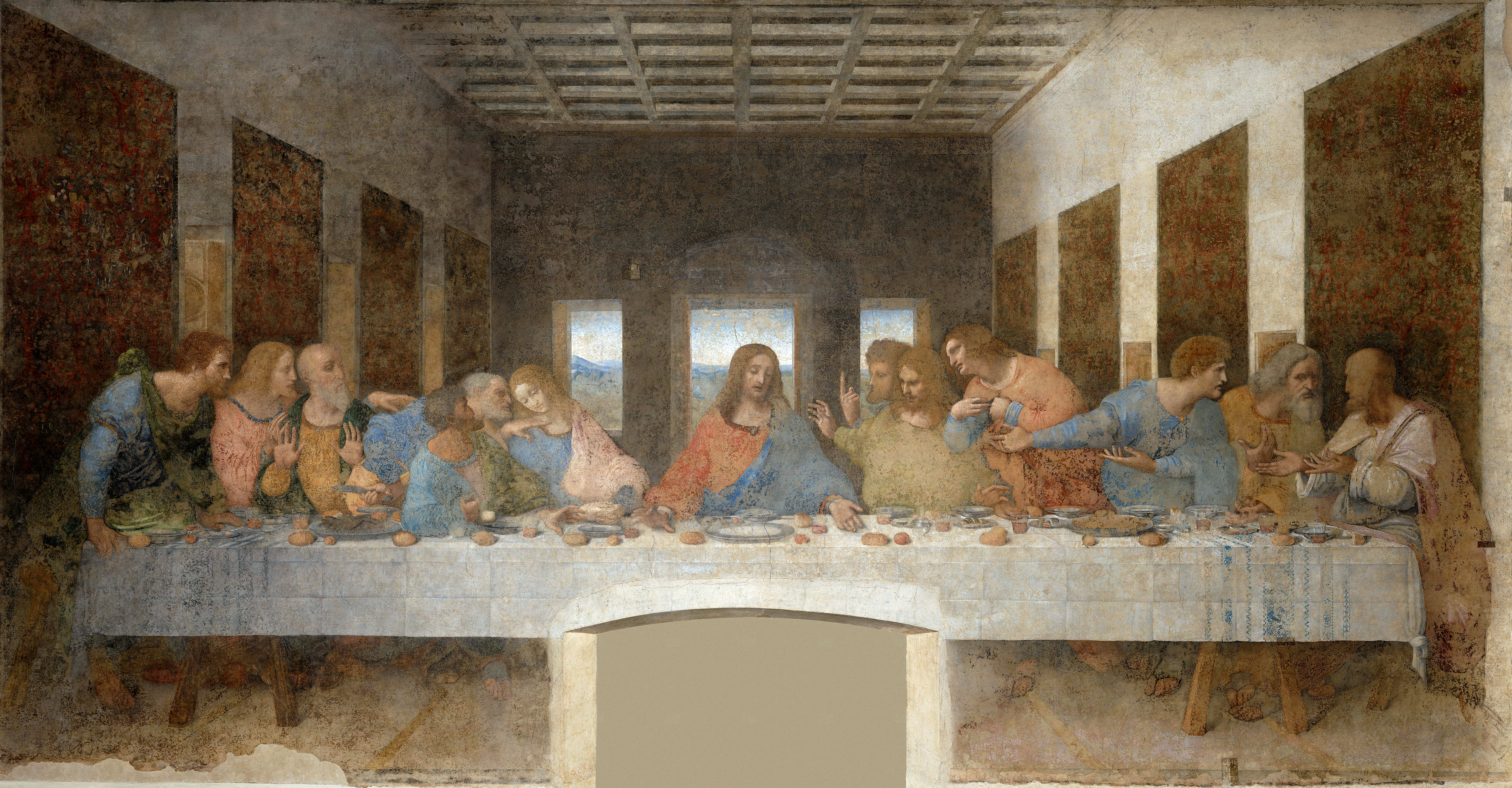
العشاء الأخير ليوناردو دا فينشي

العشاء الأخير أو ليل العشاء السري طبقًا للعهد الجديد، هو عشاء عيد الفصح اليهودي التقليدي، وكان آخر ما احتفل به يسوع مع تلاميذه، قبل أن يتم اعتقاله ومحاكمته وصلبه. يعتبر الحدث شديد الأهمية، إذ تأسس به سر القربان، وقدّم فيه يسوع خلاصة تعاليمه. الحدث يمثل المقابل الإنجيلي لمناسبة خميس الأسرار.

## الرواية حسب العهد الجديد

### خيانة يهوذا

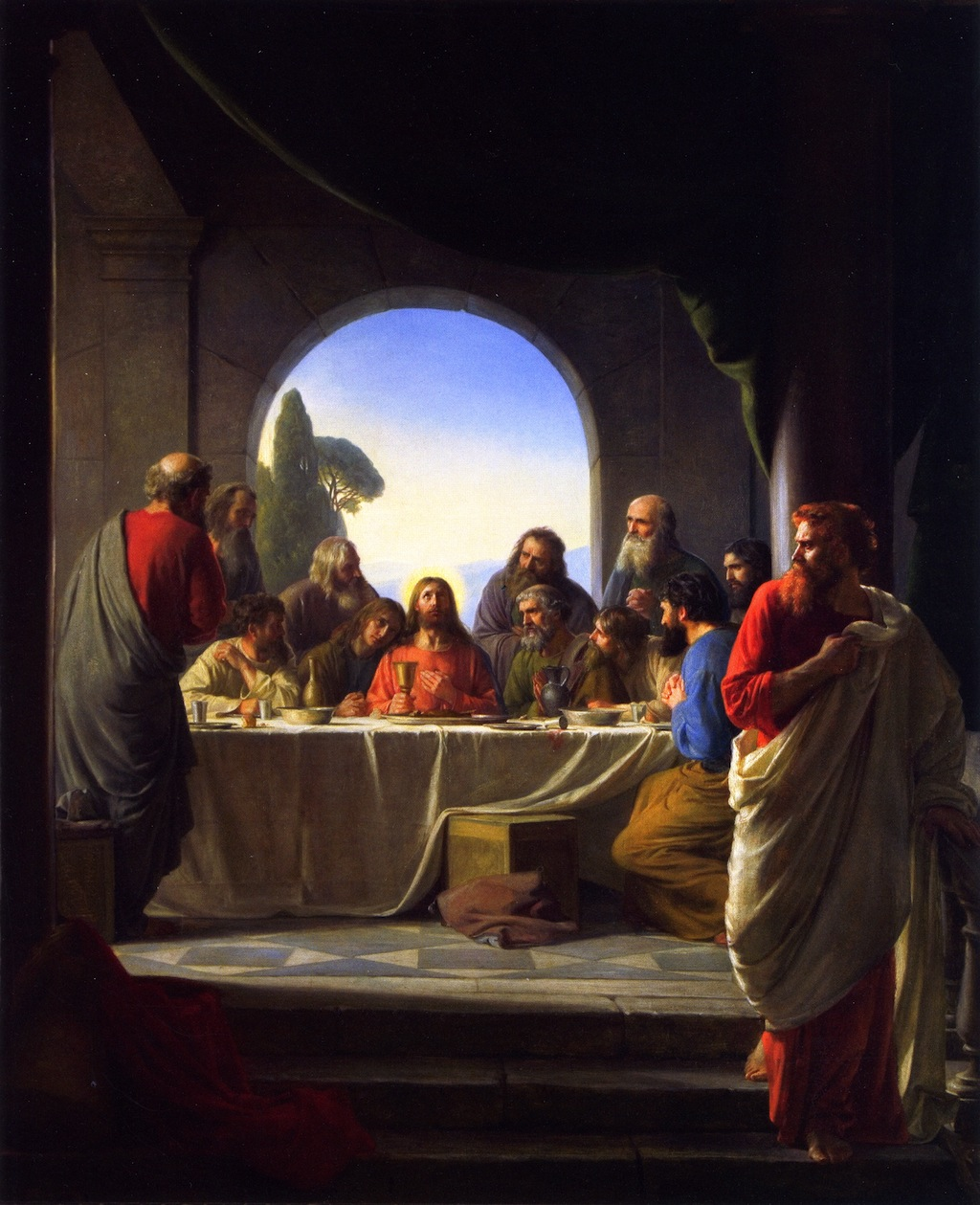
يهوذا الاسخريوطي يغادر قاعة العشاء الأخير، استعدادًا لتسليم يسوع، حسب المعتقدات المسيحية. بريشة كارل بلوش، القرن التاسع عشر.

كانت مخاوف الطبقة الدينية اليهودية في المجلس الأعلى قد بلغت الذروة، بعد دخول المسيح إلى القدس قبيل عيد الفصح اليهودي، وكانت إقامة لعازر، قد أدت إلى تفاقم الخوف من تزايد عدد اليهود المؤمنين به،يو 11:45] والسبب الرئيس للخوف كان أن يحتوي برنامج المسيح بوصفه الملك المنتظر، ثورة سياسية على الإمبراطورية الرومانية تؤدي إلى تدمير الحكم الذاتي الذي تمتع به اليهود. وبكل الأحوال فقد طلب الأحبار بشكل واضح قتل المسيح؛ فتقدم يهوذا الاسخريوطي لكي يتفاوض وإياهم على صفقة التسليم، ويوضح العهد الجديد في غير موضع بأنّ الأمر تمّ بإيحاء من الشيطان، ولعلّ الاسخريوطي كان من جماعة الزيلوت أو الغيورين ينتظر أن يشرع المسيح المنتظر في ثورة مسلحة ضد الرومان، يعلن في نهايتها إعادة إقامة مملكة إسرائيل الموحدة. ويقدم إنجيل متى ثمنًا لقاء تسليم يهوذا ليسوع، وهو ثلاثين قطعة من الفضة والتي تعادل ثمن العبد في الشريعة اليهودية. وينقل إنجيل مرقس فرح الفريسيين والكتبة بالصفقة.مر 11:14] خلال العشاء الأخير، كان يهوذا حاضرًا، وشارك في العشاء وغسل الأرجل، وإذ أعلن المسيح خلال العشاء أن أحدهم على وشك خيانته فوقع الاضطراب في نفوس التلاميذ، وسأله يوحنا بن زبدي الذي كان متكئًا على حضن يسوع حسب إنجيل يوحنا حول شخصية مسلمه فأسرّ له يسوع بأنه يهوذا الاسخريوطي.يو 13:26] ثم قال ليهوذا: «أسرع في ما نويت أن تعمله».يو 13:27] ويضيف إنجيل يوحنا: «ولم يفهم أحد من المتكئين لماذا قال له ذلك.»يو 13:29] وبعد خروج يهوذا، قال المسيح: «إن ابن الإنسان لا بدّ أن يمضي كما قد كتب عنه، ولكن الويل لذلك الرجل الذي على يده يسلّم ابن الإنسان، كان خيرًا لذلك الرجل لو لم يولد».مر 14:21]

### الاستعداد للفصح

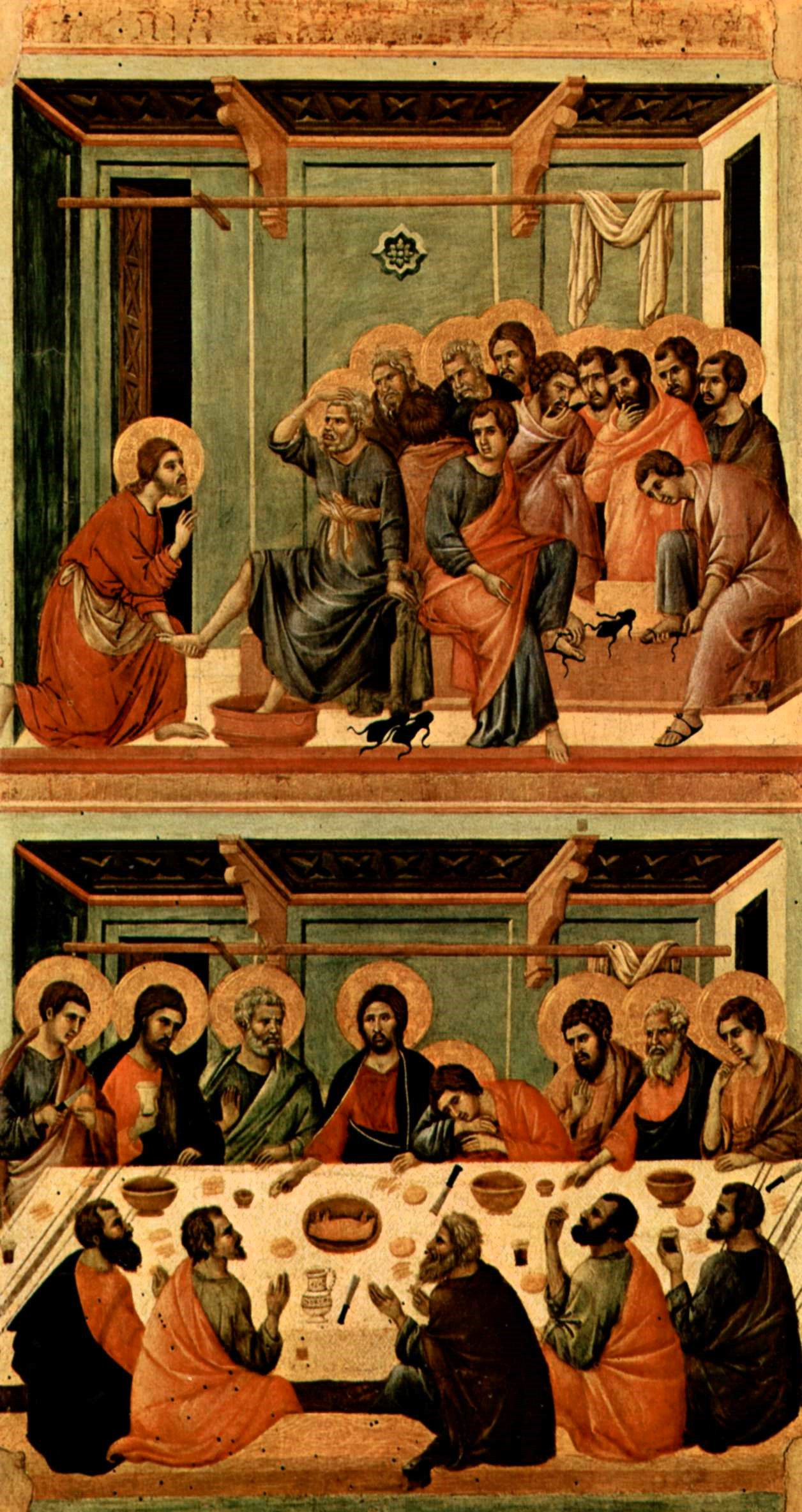
أيقونة العشاء الأخير بقسمين: العلوي يظهر يسوع يغسل أرجل التلاميذ معلمًا إياهم التواضع (يوحنا 13)، والسفلي يظهرهم يستمعون عظة يسوع الأخيرة (يوحنا 14-17). بريشة دوسيو من القرن الرابع عشر.

تعني كلمة فصح في العبرية «العبور»، وهي بحسب سفر الخروج الليلة التي تحرر بها بنو إسرائيل من فرعون، بعد أن «عبر» ملاك الله عن البيوت التي عليها دم الحمل بينما قتل الأبكار في البيوت التي لم تكن عليها تلك العلامة. ويدعى اليوم الثاني من تذكار الحدث «يوم الفطير» حيث تجتمع عائلات بنو إسرائيل استذكارًا لخروج أسلافهم من مصر، ويتناولون فطيرًا أي خبزًا غير مخمر، إذ إن أسلافهم عند خروجهم من مصر لم يتسع لهم الوقت ليختمر العجين فخبزوه دون خمير، وفق سفر الخروج أيضًا، كما يتناول حمل الفصح وبعض الأعشاب المرّة في ذلك العشاء. وبهذه المناسبة أمر يسوع بطرس ويوحنا بن زبدي حسب إنجيل لوقا أن يذهبا إلى القدس ويطلبا من أحد الرجال إعداد المكان الذي سيتناول به الفصح مع التلاميذ، وهو مكان قريب من بستان الزيتون حيث يسوع قد انتقل بعد العشاء.

### غسل الأرجل
خلال العشاء، قام يسوع وغسل أرجل تلاميذه، وقد انفرد إنجيل يوحنا بتفصيل ذلك الحدث، ويضيف على لسان يسوع، أن سبب الذي دفعه للقيام بغسل أرجلهم هو تقديم مثال بالتواضع وتبيان أهمية خدمة الآخرين والمساواة بين جميع الناس، وقد فسّر لهم ذلك بالقول: «ليس عبد أعظم من سيده ولا رسول أعظم من مرسله، فإن كنتم قد عرفتم هذا فطوبى لكم إذا عملتم به.»يو 13:17]

### الخطبة والتعاليم
عظة المسيح في العشاء الأخير مبثوثة في خمسة فصول من إنجيل يوحنا، وتعتبر أكبر وأطول عظات المسيح، ويضع الإنجيل سير العظة بأنه: «قبيل عيد الفصح لما كان يسوع يعلم أن ساعته قد أتت، ليرحل من هذا العالم إلى الآب، وكان قد أحبّ خاصته الذين في العالم، أحبهم إلى الغاية»،يو 1:13] فبعد العشاء، وبعد أن غسل أقدام تلاميذه، بدأ العظة بشرح عمله، وإعلامهم بخيانة يهوذا، وإذ خرج يهوذا، ألقى المسيح «الوصية الجديدة» و«وصية العهد الجديد» وهي وصية المحبة. والتي عاد المسيح إليها عدة مرات خلال كلامه وتلخّص:
| العشاء الأخير | وصيّة جديدة أنا أعطيكم، أحبوا بعضكم بعضًا كما أنا أحببتكم، بهذا يعرف الجميع أنكم تلاميذي، إن كنتم تحبون بعضكم بعضًا. | العشاء الأخير |

واتساقًا مع التقليد الإزائي، يذكر كلام بطرس ونبوءة المسيح أنه سينكره ثلاث مرات قبل صياح الديك، ويقول مفسرو الكتاب المقدس أن إنكار بطرس لا يختلف عن خيانة يهوذا الاسخريوطي، ويسوع قد تنبأ بكليهما، ولكن الاختلاف بين مصير الرجلين ينبع من كون الأول قد آمن وتاب وأما الآخر فلم يتب.
وفي الفصل الرابع عشر، يستأنف المسيح العظة بالحديث عن الحياة الأبدية: «أنتم تعرفون أين أنا ذاهب، وتعرفون الطريق»،يو 4:14] تلتها محادثة مع توما وفيلبس. الجزء الثاني من الفصل الرابع عشر، يعطي المسيح وعدين لتلاميذه، الأول «فأي شيء تطلبونه باسمي، أفعله لكم»،يو 14:14] بكل الأحوال، لا يشير وعد المسيح الأول إلى «عمل سحري»، حسبما يشير إليه مفسرّو الكتاب المقدس: «الله لن يلبي طلبات ضد طبيعته أو ضد إرادته، كما أنه لا يمكن أن نستخدم اسمه كتعويذة سحرية لنحقق بها رغباتنا الأنانية، ولكن حين نتضرع إلى الله بإخلاص، طالبين إرادته لنا، تكون طلباتنا متفقة مع مشيئته»، وهو ما فسرّه المسيح: «من كانت عنده وصاياي، ويعمل بها، فذلك يحبني، والذي يحبني، يحبّه أبي، وأنا أحبه، وأعلن له عن ذاتي».يو 21:14]
أما الوعد الثاني فهو الوعد الفارقليط، المعين أو المعزي أو المحامي، وهو كما فسّر المسيح «روح الله»، ووسيلة متابعة عمل المسيح في العالم، إنه حسب العقيدة المسيحية الروح القدس «الذي سيرسله الآب باسمي، فإنه يعلمكم كل شيء، ويذكركم بكل ما قلته لكم»،يو 14:26] ومع ختام الفصل الرابع عشر يعطي المسيح سلامه لتلاميذه «فلا تضطرب قلوبكم ولا تفزع»،يو 27:14] ليبدأ مع الفصل الخامس عشر بطلب حفظ تعاليمه ووصاياه: «كما أنّ الغصن لا يقدر أن ينتج ثمرًا إلا إذا ثبت في الكرمة، فكذلك أنتم، إلا إذا ثبتم فيّ»،يو 4:15] وأشار إلى الاضطهاد الذي سيلاقيه أتباعه: «الحق أقول لكم، أنكم ستبكون وتنوحون أما العالم فسيفرح، إنكم ستحزنون، ولكن حزنكم سيتحول إلى فرح».يو 20:6] وأعاد التذكير «بروح الحق الذي ينبثق من الآب»، وتابع «عندما يأتيكم روح الحق يرشدكم إلى الحق كلّه».يو 13:6] أما الفصل السابع عشر، فيعرف باسم صلاة المسيح الكهنوتية، وهي من ثلاثة أقسام، الأول في تمجيد الله، والثاني من أجل المؤمنين به ليحفظوا من الشرير وليكونوا واحدًا، والثالثة ليرثوا الحياة الأبدية.

### تأسيس الأفخارستيا

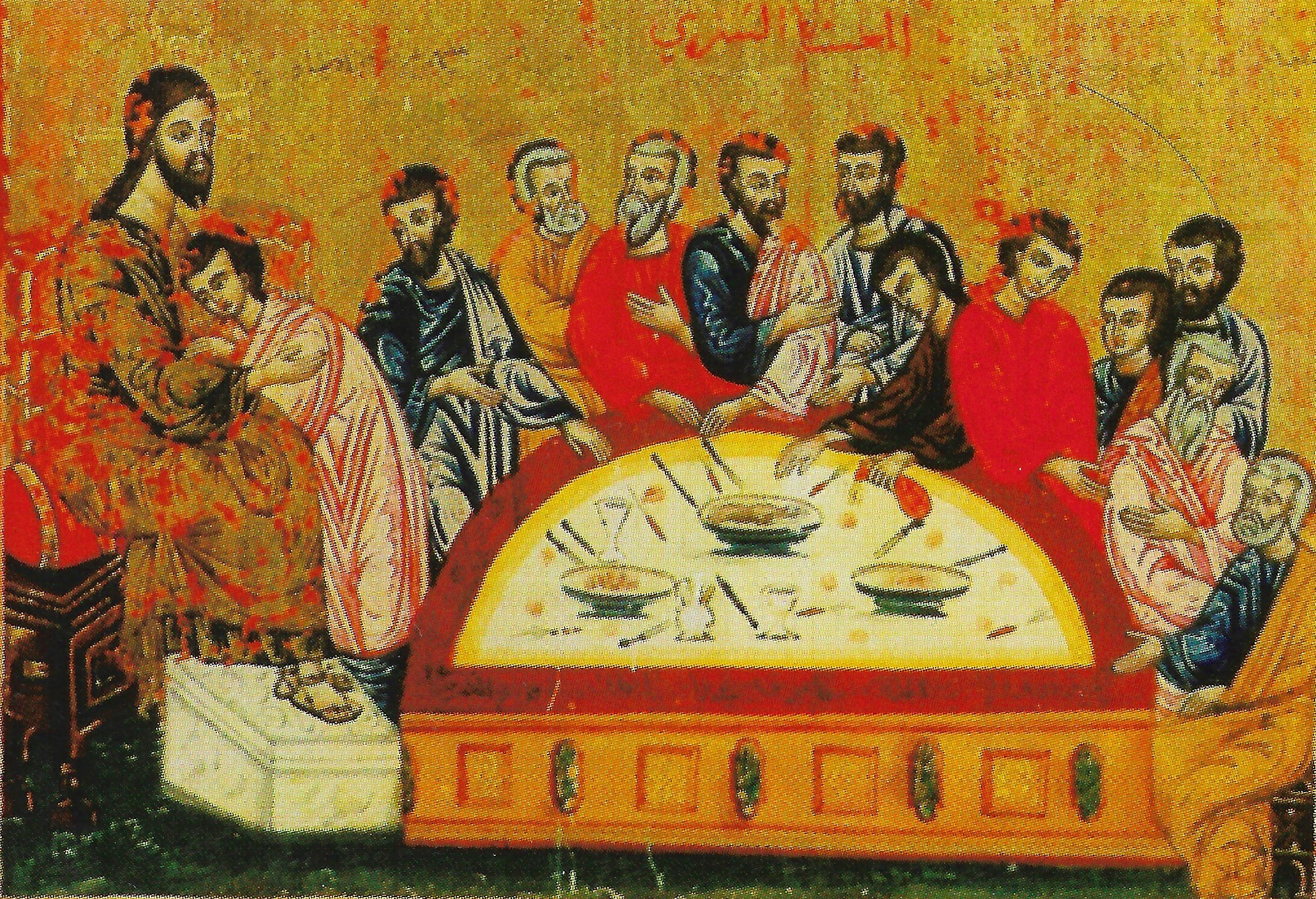
أيقونة العشاء الأخير من القرن 18 م في دير مار سركيس وباخوس في معلولا.

كذلك وبعد العشاء، أخذ يسوع رغيفًا من الخبز وباركه ثم أعطاه للتلاميذ معلنًا أنه جسده وكذلك فعل على كأس الخمر معلنًا أنه دمه، ثم طلب منهم تكرار هذا الحدث استذكارًا له،لوقا 22/19] وبيّن: "اشربوا منها كلكم، هذا هو دمي الذي للعهد الجديد، والذي يهرق ويبذل لمغفرة الخطايا وللحياة الأبدية.متى 26/28] ويعتبر هذا الحدث شديد الأهمية في المسيحية إذ به أسس يسوع، وفق الإيمان المسيحي، القداس الإلهي والقربان الأقدس ويدعى يوم استذكار ذلك سنويًا «خميس الأسرار»، لكونه قد شهد تأسيس سري الكهنوت والأفخارستيا. ويؤمن الكاثوليك ووالأرثوذكس الشرقيون والمشرقيون وكذلك أتباع كنيسة المشرق الآشورية وأغلب البروتستانت بأن الخبز والخمر يتحولان فعلاً في جوهرهما إلى جسد يسوع ودمه بينما اكتفت بعض الطوائف البروتستانتية بالمعنى الرمزي للحدث.

### ختام العشاء
وفي إطار عشاء الفصح يذكر إنجيل متى أن يسوع والتلاميذ قد رتلوا ثم انطلقوا نحو بستان الزيتون،متى 26/30] والراجح أنهم قد غنوا المزامير من 115 إلى 118 حيث جرت العادة أن تكون هذه المزامير جزءًا من وليمة الفصح اليهودي.